# Máquina voladora de Swedenborg

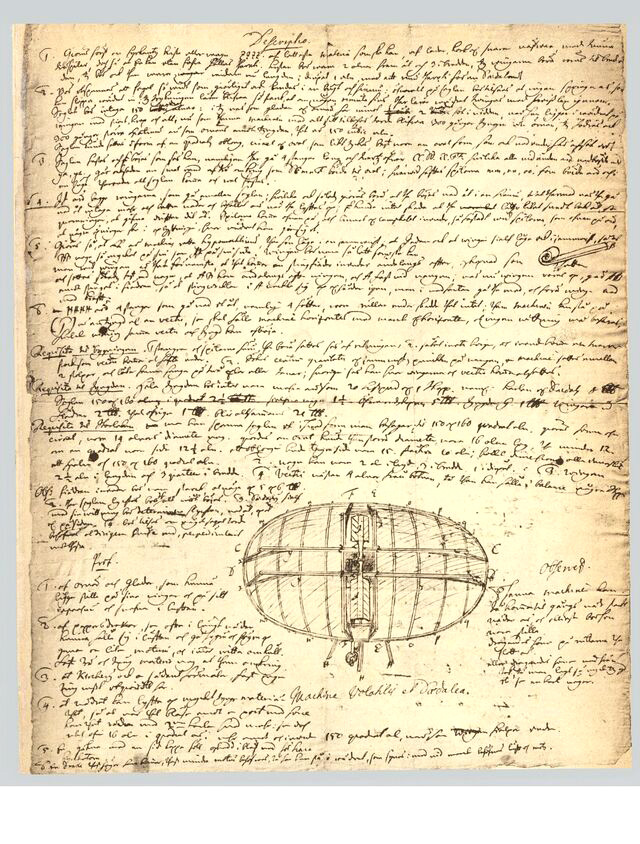
La Máquina de Vuelo, bosquejada en una libreta de 1714. Ve el modelo Smithsoniano y la explicación del Dr. Paul Garber, previo curador del Museo Smithsoniano del Aire y el Espacio, en el principio de vuelo de la aeronave. Sus descripciones pueden ser encontradas en un capítulo del libro Söderburg, p. 32, o en el clip de vídeo en el minuto 5:48 en la línea de tiempo. El Dr. Garber supervisó estrechamente la construcción del modelo Smithsoniano de la máquina.

La máquina voladora de Swedenborg fue esbozada por primera vez por el científico sueco Emanuel Swedenborg en 1714, cuándo tenía 26 años . Más tarde se publicó en su periódico, Daedalus Hyperboreus, en 1716. Si bien los diseños de Leonardo da Vinci son anteriores a los de Swedenborg, los manuscritos de da Vinci permanecieron desconocidos, debido a una variedad de circunstancias hasta finales del siglo XIX. Entonces, en términos de influencia, Swedenborg precedió a da Vinci.

## Trasfondo
La máquina voladora de Swedenborg no fue muy conocida hasta que su cuaderno, el cual contenía el boceto, fue descubierto en 1867-1868, en la Biblioteca Diocesana de Linköping, en Suecia, por un investigador visitante de los  Estados Unidos de América. Este manuscrito data de 1714, y está referido como "El Manuscrito": la descripción publicada está referida como  "La Cuenta Publicada".

## El relato publicado
Cuando Swedenborg regresó a Suecia en 1714, conoció al inventor Christopher Polhem, y junto con él publicó el periódico Daedalus Hyperboreus. Cuando Swedenborg mencionó la publicación de La Máquina de Vuelo, Polhem se mostró escéptico en cuanto a si era posible construir alguna vez una máquina que pudiera volar. Lo comparó con la construcción del móvil perpetuo. Pero Swedenborg respondió con una cita del autor francés, Bernard Le Bovier de Fontenelle:

El arte de volar apenas ha nacido. Se perfeccionará y algún día la gente volará hasta la luna. ¿Pretendemos haber descubierto todo, o haber llevado nuestro conocimiento a un punto en el que nada se le puede agregar? !Oh, por el amor de Dios, estemos de acuerdo en que todavía queda algo para los siglos venideros!
Swedenborg 

Swedenborg lo publicó de forma anónima con el título La Máquina de volar en el Aire. Este no contenía ninguna imagen.
Swedenborg sabía que la máquina no volaría, pero lo sugirió como un comienzo y confiaba en que el problema se resolvería. Dijo que, 

Parece más fácil hablar de una máquina así que ponerla en práctica, porque requiere una fuerza mayor y menos peso que el que existe en un cuerpo humano. La ciencia de la mecánica tal vez podría sugerir un medio, a saber, una fuerte espiral. Si se observan estas ventajas y requisitos, tal vez en el futuro alguien sepa cómo utilizar mejor nuestro bosquejo y hacer que se haga alguna adición para lograr el vuelo. Sin embargo, hay suficientes pruebas y ejemplos de la naturaleza que avalan que este tipo de vuelos se pueden realizar sin peligro, aunque cuando se hagan las primeras pruebas, quizás se tenga que pagar por las primeras experiencias; y no importa si se paga con un brazo o una pierna.
Swedenborg 

 Esta fuerza mayor no sería posible hasta que se inventara el motor.

## Descripción técnica
La imagen muestra la máquina de vuelo desde arriba mirando hacia abajo. Consta de un ala grande. En el medio, hay un agujero con una canasta, donde se encuentra el piloto. Hay dos "remos" en las alas. Estos son utilizados por el piloto como remos en un bote, excepto que en este caso, solo se mueven hacia arriba y hacia abajo. Debajo del barco está el tren de aterrizaje; el cual consta de cuatro palos largos, que, salvo los extremos de dos, no se pueden ver, ya que están debajo de la nave. Entre ellos hay un peso, que se utiliza para mantener el equilibrio de la nave.
El ala es un marco ligero cubierto con una lona resistente. El ala grande funcionaría como un planeador, y al mover las paletas hacia arriba y hacia abajo, el piloto mantendría el avión en el aire, como Swedenborg inicialmente esperó.

## Legado
La máquina de Swedenborg fue evaluada por la Royal Aeronautical Society en 1910.  Su editor escribió que la máquina constituía "…la primera propuesta racional para una máquina voladora tipo aeroplano [más pesada que el aire]…" Más tarde se construyeron máquinas voladoras más pesadas que el aire (p. ej. la de los Hermanos Wright), por lo que la máquina de Swedenborg no jugó ningún papel en el desarrollo posterior de la aviación.”